# Turbaco
Turbaco là một khu tự quản thuộc tỉnh Bolívar, Colombia. Thủ phủ của khu tự quản Turbaco đóng tại Turbaco Khu tự quản Turbaco có diện tích 185 ki lô mét vuông. Đến thời điểm ngày 28 tháng 5 năm 2005, khu tự quản Turbaco có dân số 37530 người.